# Jeff Stinco
Jean-François Stinco, detto Jeff (Montréal, 22 agosto 1978), è un chitarrista canadese, famoso per la sua militanza nel gruppo musicale Simple Plan.

## Biografia
Di origini italiane, ha frequentato il College Beaubois High School a Montréal.
Oltre ai Simple Plan, Stinco ha contribuito all'album di tributo ai Rush, uscito nel 2005 con il titolo A Tribute to Rush, suonando la canzone The Spirit of Radio dei Rush con Kip Winger.
Nel 2004 recita, insieme agli altri membri della band, nel film Una pazza giornata a New York e nel 2007 recita nel film d'azione Nitro. Insieme ai Simple Plan compone le colonne sonore del film Scooby-Doo, Hot Chick - Una bionda esplosiva e Mommy.
Nel 2012 fonda una pizzeria italiana a Montréal, dove era già titolare di un bar.

## Discografia

### Con i Simple Plan
Album in studio
- 2002 – No Pads, No Helmets... Just Balls
- 2004 – Still Not Getting Any...
- 2008 – Simple Plan
- 2011 – Get Your Heart On!
- 2016 – Taking One for the Team

## Equipaggiamento
Stinco usa chitarre ESP ed è endorser della Vox (usa la pedaliera VOX AC30/6TBX).

## Influenze
Cita tra le sue influenze Butch Walker e Elvis Costello.